# Сарджаев, Батыр Курбанович
Батыр Сарджаев (туркм. Batyr Sarjaýew; род. 1945, Ташауз) — туркменский государственный деятель.

## Биография
Окончив среднюю школу в 1963 году, начал свою трудовую деятельность слесарем-фрезеровщиком на Ташаузском авторемонтном заводе имени «40-летия Туркменской ССР». С 1964 по 1967 год служил в рядах Советской армии. После демобилизации поступил в Туркменский сельскохозяйственный институт имени М. И. Калинина, который окончил в 1973 году. В 1978 году вступил в КПСС.
До 1979 года работал фрезеровщиком железнодорожного депо; мастером производственного обучения Ашхабадского ПТУ № 6; сначала начальником отдела технического контроля Ашхабадского авторемонтного завода № 1, потом — его главным инженером. С 1979 года по 1980 работает в Ашхабадском автотранспортном объединении Министерства автомобильного транспорта Туркменской ССР, начав заместителем начальника по эксплуатации и впоследствии перейдя на должность главного инженера.
С 1980 по март 1986 занимал должность заведующего отделом транспорта и связи Управления делами Совета министров Туркменской ССР. С марта по ноябрь 1986 года — заместитель председателя исполкома Ашхабадского горсовета. С ноября 1986 по ноябрь 1988 — Первый секретарь Ленинского райкома Ашхабада Коммунистической партии Туркменской ССР. С 25 ноября 1988 года по апрель 1990 занимал должность заведующего социально-экономическим отделом ЦК компартии Туркменской ССР. В этой должности познакомился с будущим президентом Туркмении Сапармуратом Ниязовым, являвшимся на тот момент Первым секретарём ЦК компартии Туркменской ССР, отношения с которым во многом определят почти всю дальнейшую биографию Сарджаева.
В январе 1990 года избран депутатом Верховного Совета Туркменской ССР (до мая 1992 года). 23 апреля 1990 года избран на должность Первого секретаря Ашхабадского горкома компартии Туркменской ССР, которую занимал до 16 декабря 1991 года. С 12 мая 1990 года по август 1991 года входил в состав бюро ЦК Коммунистической партии Туркменской ССР.
С января 1991 по 18 мая 1992 — председатель Ашхабадского горсовета. С 19 мая 1992 по 3 июня 1993 — хяким города Ашхабада. С 18 мая 1992 года депутат Меджлиса Туркмении (по 1 января 1995).
С 3 июня 1993 по 7 мая 2001 — заместитель председателя Кабинета министров Туркмении. В разное время курировал вопросы транспорта и связи, силовые структуры, топливно-энергетический комплекс, машиностроение и другие отрасли. Сохраняя должность заместитель председателя Кабинета министров, также занимал посты: министр нефтегазовой промышленности и минеральных ресурсов Туркмении (07.04.1997 — 20.05.1998); министра обороны Туркмении (24.05.1999 — 26.06.2001). Сарджаев стал первым гражданским лицом на территории Содружества Независимых Государств, возглавившим оборонное ведомство. Также в это время являлся: председателем Государственной комиссии Туркменистана по чрезвычайным ситуациям (28.06.1993 — 2.12.1996); председателем Государственной комиссии по материально-техническому обеспечению деятельности оборонного комплекса Туркменистана (март 1995 — 2 декабря 1996); заместителем председателя Совета обороны и национальной безопасности Туркменистана; ректором Военного института Министерства обороны Туркменистана (24.05.1999 — 9.07.2001), председателем Национального Олимпийского комитета Туркмении.
С 26 июня 2001 по 29.07.2002 — начальник управления «Туркмендемиреллары». 29 июля 2002 года уволен «за серьезные недостатки в работе», без права занимать в дальнейшем руководящие должности.

## После отставки
Арестован 5 августа 2002 года по обвинению в многочисленных должностных преступлениях, включая присвоение государственного имущества и денежных средств. Три канала государственного телевидения Туркмении в течение недели ежедневно рассказывали о преступлениях Б. Сарджаева.
Сарджаеву были предъявлены обвинения в покупке на Украине трёх тепловозов по завышенной стоимости (1,5 млн долларов при цене в 900 тысяч долларов за каждый). Сарджаев опроверг обвинения, сославшись на то, что они приобретались в период с 1999 по 2001 год, то есть до его назначения на должность руководителя «Туркмендемиреллары» (Туркменских железных дорог). При этом, назначая Сарджаева на эту должность, президент Ниязов потребовал от него изменить ситуацию с железнодорожной отраслью, уже страдавшей к тому времени от многих проблем, в том числе, от растраты государственных средств. Кроме того, по информации приводимой изданием «Время новостей», все сделки стоимостью более 1 миллиона долларов утверждались лично президентом Туркмении Сапармуратом Ниязовым.
23 августа 2002 года, во время допроса в Генеральной прокуратуре Туркмении Б. Сарджаев перенёс тяжёлый инсульт с парализацией правой части лица.
По некоторым данным осуждён 12 октября 2002 года к 12 годам лишения свободы (по другим данным к 18 годам).
По информации, полученной членами семьи Б. Сарджаева, в июне 2004 года Б. Сарджаев был переведён из тюрьмы города Туркменбаши в тюрьму Овадан-депе под Ашхабадом.
Дальнейшая судьба неизвестна.
На конференции Бюро по демократическим институтам и правам человека ОБСЕ председатель оппозиционной Республиканской партии Туркмении Чары Ишаниязов 2 октября 2011 года заявил, что из-за тяжёлых условий содержания в тюрьмах Туркмении скончались многие известные политзаключённые, в их числе он назвал Батыра Сарджаева (выдвигалось множество версий относительно даты возможной кончины: 2003, 11 октября 2004 года, 2006, 2007 и 2009 год).
Спустя два года, 2 октября 2013 года в Варшаве, на конференции Бюро по демократическим институтам и правам человека была объявлена акция «Покажите их живыми!» с целью прояснения судьбы политических заключённых в Туркмении, в список лиц был включён и Батыр Сарджаев.
Согласно другой версии, Батыр Сарджаев жив и 12 октября 2014 года предполагалось его амнистирование, приуроченное сначала к Дню независимости Туркмении (27 октября), потом — ко Дню нейтралитета (12 декабря), чего, однако, не произошло. Родственникам Сарджаева, на сделанный ими запрос в Генеральную прокуратуру и МВД Туркмении, было сообщено, что он продолжает отбывать наказание.

## Награды и звания
- Медаль «Гайрат»
- Орден «Галкыныш»
- Орден «Битараплык»
- Медаль «За любовь к Отечеству»